# 구리타 겐조
구리타 겐조(栗田 源蔵, 1926년 11월 3일 - 1959년 10월 14일)는 일본의 연쇄 살인자이다. 아키타현 출신으로, 총 8명을 살해했다.

## 살해 실적
구리타는 1948년 2월에 지인 2명을 살해했다. 이어 1951년 8월 8일에 24세의 여성과 그 아기를 살해하고 여성의 사체를 시간했다.
3개월 뒤인 11월 11일에 구리타는 29세의 여성과, 5세인 아들, 각각 7세와 2세인 딸등 일가족 4명을 살해하려 했다. 먼저 여성을 성폭행한 뒤, 4명을 모두를 가쓰우라시에 위치한 오센코로가시(おせんころがし)이라는 절벽 밑으로 밀어 떨어뜨리고, 절벽 중간에 걸쳐 있는 피해자들을 일일이 찾아 돌로 찍어 죽였다. 피해자들 중 7세 어린이만이 떨어질 때 경상을 입고 달아나 살아남았다.
이듬해인 1952년 1월 13일, 구리타는 63세의 여성과 24세인 그 조카딸을 살해했고, 24세 여성의 사체를 시간했다.

## 체포와 처벌
마지막 범행으로부터 사흘 뒤인 1월 16일, 구리타는 체포되었다. 피살자의 사체에 남아 있던 지문이 결정적 증거가 되었던 것이다.
1952년 8월 12일, 치바 지방법원은 1월의 사건에 대해 사형을 판결했고, 우쓰노미야 지방법원도 나머지 사건들에 대해 역시 사형을 판결했다. 이에 대해 구리타는 1953년 12월 21일 항소했지만 1954년 10월 21일에 항소를 취하했고, 1959년 10월 14일에 교수형으로 처형되었다,

## 같이 보기
- 코다이라 사건